# Alpensia Ski Jumping Stadium

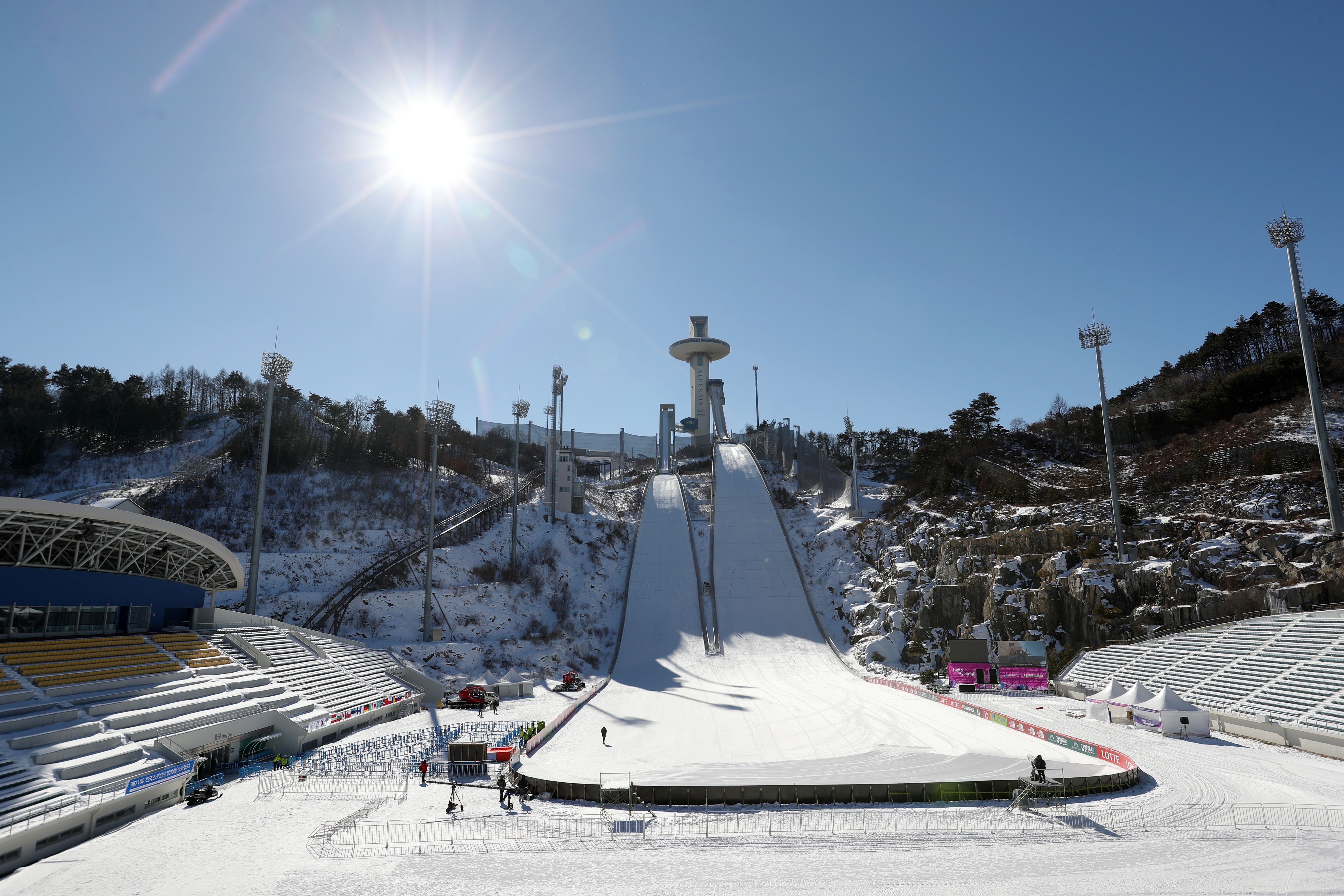
Alpensia Ski Jumping Stadium

O Alpensia Ski Jumping Stadium (em coreano:  알펜시아 스키점프 경기장) é um conjunto de cinco rampas de salto de esqui, localizada no resort Alpensia, em PyeongChang, Coreia do Sul. É constituída por uma rampa longa, uma rampa normal (normal hill) e três rampas para treinos (K60, K35, K15).
Tem capacidade para 26 000 espectadores (11 000 lugares sentados e 15 000 em pé) e foi construído em junho de 2009. O local recebeu os eventos do salto de esqui, combinado nórdico e snowboard nos Jogos Olímpicos de Inverno de 2018 sob o nome Centro de Salto de Esqui Alpensia (em coreano:  알펜시아 스키점프 센터). Também recebeu os mesmos esportes (exceto snowboard) nos Jogos Olímpicos de Inverno da Juventude de 2024.